# Guy Jarrosson
Guy Jarrosson (* 9. März 1911 in Lyon; † 20. August 1994 ebenda) war ein französischer Politiker. Von 1951 bis 1962 war er Abgeordneter der Nationalversammlung.
Jarrosson wurde im 6. Arrondissement von Lyon geboren und wuchs dort als Sohn einer angesehenen Familie auf. Zuerst besuchte er in Lyon die Schule, wechselte aber dann nach Paris, wo er sein Abitur erwarb. Dem folgte ein Studium der Politikwissenschaften, wonach er als Redakteur des Magazins L’Alerte tätig war. Nach dem Ausbruch des Zweiten Weltkriegs wurde er 1940 mobilisiert und für seinen Kriegseinsatz später auf lokaler Ebene ausgezeichnet. Ab 1947 arbeitete er in Lyon als Börsenmakler. Im selben Jahr gelang ihm als Mitglied der Parti républicain de la liberté, die wenig später im Centre national des indépendants et paysans aufging, der Einzug in den Stadtrat von Lyon. 1949 zog er zudem in den Generalrat des Départements Rhône ein. Nach zwei erfolglosen Kandidaturen im Juni und im Oktober 1946 kandidierte Jarrosson 1951 ein drittes Mal bei Parlamentswahlen. Für das Département Rhône konnte er ins Parlament einziehen und wurde 1956 dort wiedergewählt. 1958 stimmte er für die Vollmachten für Charles de Gaulle, die die Gründung der Fünften Republik einleiteten. Infolgedessen kam es 1958 zu vorgezogenen Parlamentswahlen, bei denen das Verhältnis- durch das Mehrheitswahlrecht abgelöst wurde und sich Jarrosson folglich in einem Wahlkreis behaupten musste. Zwar verpasste er im ersten Wahlgang mit rund 49 Prozent der Stimmen den direkten Sieg, doch konnte er diesen in der zweiten Runde mit etwa 65 Prozent souverän erlangen. Trotz dieses Resultats wurde er 1962 mit einem deutlichen Ergebnis abgewählt, weil er sich gegen eine Aufgabe des Algerienkriegs wandte. Von 1973 an war er stellvertretender Bürgermeister Lyon. Dieses Amt gab er mit seinem Rückzug aus dem Stadtrat 1977 auf. Jarrosson zog sich fortan bis zu seinem Tod 1994 weitgehend aus der Politik zurück.